# Johan Nicodemi
Johan Nicodemi (18 giugno 1983) è un giocatore di beach soccer francese, di ruolo difensore.
Ha partecipato ai mondiali di beach soccer del 2005, totalizzando cinque presente e vincendo la competizione.